# Zsolt Baumgartner
Zsolt Baumgartner (Debrecen, 1º gennaio 1981) è un ex pilota automobilistico ungherese.
È stato il primo pilota ungherese a correre in Formula 1, esordendo proprio al Gran Premio d'Ungheria 2003 pilotando la Jordan, di cui era terzo pilota, dato che il pilota titolare Ralph Firman nelle libere di quel gran premio subì un brutto incidente che gli impedì di partecipare alla gara. Nel 2004 disputò l'intera stagione al volante della Minardi, ottenendo come migliori risultati un nono posto a Monaco e un ottavo posto al Gran Premio degli Stati Uniti a Indianapolis, divenendo così il primo pilota dell'Europa dell'Est a ottenere punti in Formula 1.

## Carriera

### Gli esordi
Figlio di un proprietario di un concessionario Renault, Baumgartner cominciò la propria carriera nei kart a tredici anni. Diventato vice-campione d'Ungheria nella categoria junior nel 1994 e 1995, nel 1997 fece poi il proprio esordio nella Formula Ford tedesca chiudendo la stagione al terzo posto, nel 1998 passò in Formula Renault correndo sia nel campionato tedesco che in quello europeo, conquistando anche il terzo posto finale presso la Scuola di pilotaggio francese “La Filiére” diretta dall'ex campione del mondo Alain Prost. Nel 1999 conquista il terzo posto nel campionato europeo alle spalle di Gianmaria Bruni e Antônio Pizzonia e vince il campionato tedesco con una vittoria e sei pole position su sei gare. Nel biennio 1998/99 svolse due sessioni di test con il Team McLaren Mercedes provando le vetture MP4/13 e la MP4/14 entrambi campioni del mondo con Mika Häkkinen, divenendo il secondo ungherese dopo Csaba Kesjár che aveva testato dopo il GP d'Ungheria 1987 in una sessione privata una Zakspeed 871 a guidare una vettura di F1. Nel 2000 e 2001 corre nel campionato tedesco di Formula 3 ottenendo buoni piazzamenti, mentre dal 2001 al 2003 ha corso in Formula 3000 rispettivamente con i team Prost, Nordic Racing e Coloni senza brillare particolarmente in nessuna delle stagioni, dimostrandosi comunque costantemente veloce e affidabile in gara. Nell'agosto 2002, entrato nell'orbita del team irlandese di Formula 1 Jordan, ebbe modo di effettuare alcuni giri di dimostrazione sul circuito dell'Hungaroring a bordo della Jordan EJ12 prima della consueta gara stagionale.

### Formula 1

#### 2003: Jordan
Nel 2003 venne assunto come collaudatore dalla Jordan scendendo in pista in vista del Gran Premio di Germania come tester del venerdì. Nel Gran Premio di casa, durante le prove libere di sabato mattina, Ralph Firman subì un violento incidente, causato dal distacco dell'alettone posteriore della sua Jordan. Il pilota irlandese rimase pressoché illeso, ma il medico della FIA Sid Watkins non lo autorizzò a prendere parte a qualifiche e gara per timore di postumi. Al suo posto così Eddie Jordan schierò Baumgartner pilota titolare divenendo così il primo pilota ungherese a prendere il via in un Gran Premio di Formula 1. In gara si ritirò al giro 34 mentre era in 15ª posizione causa problemi al motore. Perdurando l'indisponibilità di Firman per il GP successivo, ovvero quello italiano, Baumgartner venne confermato e riuscì ad arrivare in fondo tagliando il traguardo in 11ª posizione. Dopo il rientro dall'incidente di Firman non ebbe più l'occasione di scendere in pista terminando così la stagione.

#### 2004: Minardi
In vista della stagione 2004, dopo essere stato a lungo in trattativa con la Jordan, grazie alla sua dote di sponsor come la società petrolifera ungherese MOL e di importanti sovvenzioni economiche del governo magiaro, oltre che all'appoggio economico del "Zsolt Baumgartner Supporter's Club", venne assunto dalla Minardi in qualità di seconda guida, divenendo il primo pilota ungherese e dell'Europa dell'Est a correre per un'intera stagione in F1, facendo parte nel corso della stagione anche della Nazionale piloti. Ottenne il suo primo e unico punto al Gran Premio degli Stati Uniti, arrivando 8º al traguardo e segnando un altro record come primo pilota dell'Est europeo oltre che ungherese a ottenere un punto iridato in un mondiale di F1. Durante la stagione si dimostrò più veloce in qualifica del suo compagno di squadra Gianmaria Bruni, al termine del campionato si classificò al 20º posto tenendo dietro in classifica iridata piloti come Jacques Villeneuve e Marc Gené oltre che il suo compagno di scuderia. Nel novembre 2004 prese parte al test avvenuto sul circuito di Misano per scegliere i piloti per la stagione seguente, Gian Carlo Minardi disse che probabilmente sarebbe rimasto nella squadra, ma pochi giorni dopo Paul Stoddart scelse i tre piloti, lasciando l'ungherese senza volante nonostante il punto conquistato (unico per il team faentino durante la stagione) e le confortanti prestazioni.

#### 2005: Collaudatore Jordan
Nel febbraio 2005 Baumgartner continuò i contatti con Minardi e Jordan per trovare posto come collaudatore ma senza successo. Dopo l'abbandono per mancanza di fondi dagli sponsor di Patrick Friesacher l'ungherese è stato a lungo in trattativa per sostituirlo ma alla fine venne preferito Robert Doornbos; a partire dal Gran Premio di Germania i giornali lo annunciarono come Test driver della Jordan.

### Gli anni successivi
Terminata la sua avventura in F1 alla fine della stagione 2005, nel marzo 2007 viene assunto come terzo pilota e collaudatore dal Minardi Team USA di Paul Stoddart, ex proprietario dell'omonima squadra negli anni della Formula 1, partecipando alla stagione della Champ Car 2007.
Dal 2008 al 2010 ha ricoperto il ruolo di collaudatore per il team del Tottenham Hotspur FC nella Superleague Formula.
Nel 2010 ha corso la 1.000 km dell'Hungaroring a bordo di una Saleen S7-R del team austriaco Atlas FX-Team con l'intenzione di sviluppare l'auto per partecipare all'Intercontinental Le Mans Cup.
Dal 2012 svolge il ruolo di consulente e presentatore nei canali sportivi ungheresi occupandosi maggiormente di F1, occupandosi in parallelo anche della sua azienda di agricoltura.
Dal 2016, dopo la creazione del programma F1 Experiences gestito direttamente dalla FIA, ritorna in Formula 1 venendo assunto da Chase Carey, direttore della F1, guidando talvolta insieme all'ex pilota di F1 Patrick Friesacher ex vetture del mondiale come Tyrrell 026, Arrows A22 o Minardi M01 riqualificate in biposto dopo l'acquisto da parte di Paul Stoddart del materiale della defunta scuderia di F1 Manor Racing sotto commissione della federazione, dando l'opportunità soprattutto a Vip e celebrità di ogni ambito di salire su una vettura da F1, prendendo parte prima di ogni gara a ogni appuntamento del mondiale 2016. Viene confermato anche per i campionati 2017 e 2018.

## Risultati

### Riassunto della carriera
| Stagione | Serie                                | Team                        | Gare | Vittorie | Pole | GPV | Podi | Punti | Pos. |
| -------- | ------------------------------------ | --------------------------- | ---- | -------- | ---- | --- | ---- | ----- | ---- |
| 1998     | Formula Renault francese             | La Filière                  | 21   | 0        | 0    | 0   | 0    | 0     | NC   |
| 1998     | Formula Renault 2.0 UK Winter Series | N/a                         | 4    | ?        | 0    | ?   | ?    | 44    | 6º   |
| 1999     | Eurocup Formula Renault              | Cram Competition            | 9    | ?        | 0    | ?   | ?    | 108   | 3º   |
| 1999     | Formula Renault Germany              | N/a                         | 4    | 4        | 3    | ?   | 4    | ?     | ?    |
| 2000     | Formula 3 tedesca                    | GM Motorsport               | 18   | 0        | 0    | 0   | 1    | 41    | 13º  |
| 2000     | Gran Premio di Macao                 | GM Motorsport               | 1    | 0        | 0    | 0   | 0    | N/A   | 14º  |
| 2000     | Korea Super Prix                     | GM Motorsport               | 1    | 0        | 0    | 0   | 0    | N/A   | NC   |
| 2001     | Formula 3 tedesca                    | MOL-Trella Motorsport       | 18   | 0        | 0    | 0   | 0    | 25    | 17º  |
| 2001     | International Formula 3000           | F3000 Prost Junior Team     | 7    | 0        | 0    | 0   | 0    | 0     | 29º  |
| 2001     | Masters di Formula 3                 | MOL-Trella Motorsport       | 1    | 0        | 0    | 0   | 0    | N/A   | 28º  |
| 2002     | International Formula 3000           | Coca-Cola Nordic Racing     | 12   | 0        | 0    | 0   | 0    | 1     | 15º  |
| 2003     | International Formula 3000           | Coloni Motorsport           | 8    | 0        | 0    | 0   | 0    | 6     | 14º  |
| 2003     | Formula 1                            | Benson & Hedges Jordan Ford | 2    | 0        | 0    | 0   | 0    | 0     | 24º  |
| 2004     | Formula 1                            | Minardi Cosworth            | 18   | 0        | 0    | 0   | 0    | 1     | 20º  |

### Risultati in Formula 1
| 2003 | Scuderia | Vettura     |  |  |  |  |  |  |  |  |  |  |  |    |     |    |  |  |  |  | Punti | Pos. |
| ---- | -------- | ----------- |  |  |  |  |  |  |  |  |  |  |  | -- | --- | -- |  |  |  |  | ----- | ---- |
| 2003 | Jordan   | Jordan EJ13 |  |  |  |  |  |  |  |  |  |  |  | TP | Rit | 11 |  |  |  |  | 0     | 24º  |

| 2004 | Scuderia | Vettura       |     |    |     |    |     |   |    |    |   |     |     |    |    |     |    |    |     |    | Punti | Pos. |
| ---- | -------- | ------------- | --- | -- | --- | -- | --- | - | -- | -- | - | --- | --- | -- | -- | --- | -- | -- | --- | -- | ----- | ---- |
| 2004 | Minardi  | Minardi PS04B | Rit | 16 | Rit | 15 | Rit | 9 | 15 | 10 | 8 | Rit | Rit | 16 | 15 | Rit | 15 | 16 | Rit | 16 | 1     | 20º  |

| Legenda | 1º posto     | 2º posto | 3º posto    | A punti         | Senza punti/Non class.  | Grassetto – Pole position Corsivo – Giro più veloce |
| Legenda | Squalificato | Ritirato | Non partito | Non qualificato | Solo prove/Terzo pilota | Grassetto – Pole position Corsivo – Giro più veloce |